# Imagerie satellite en Corée du Nord

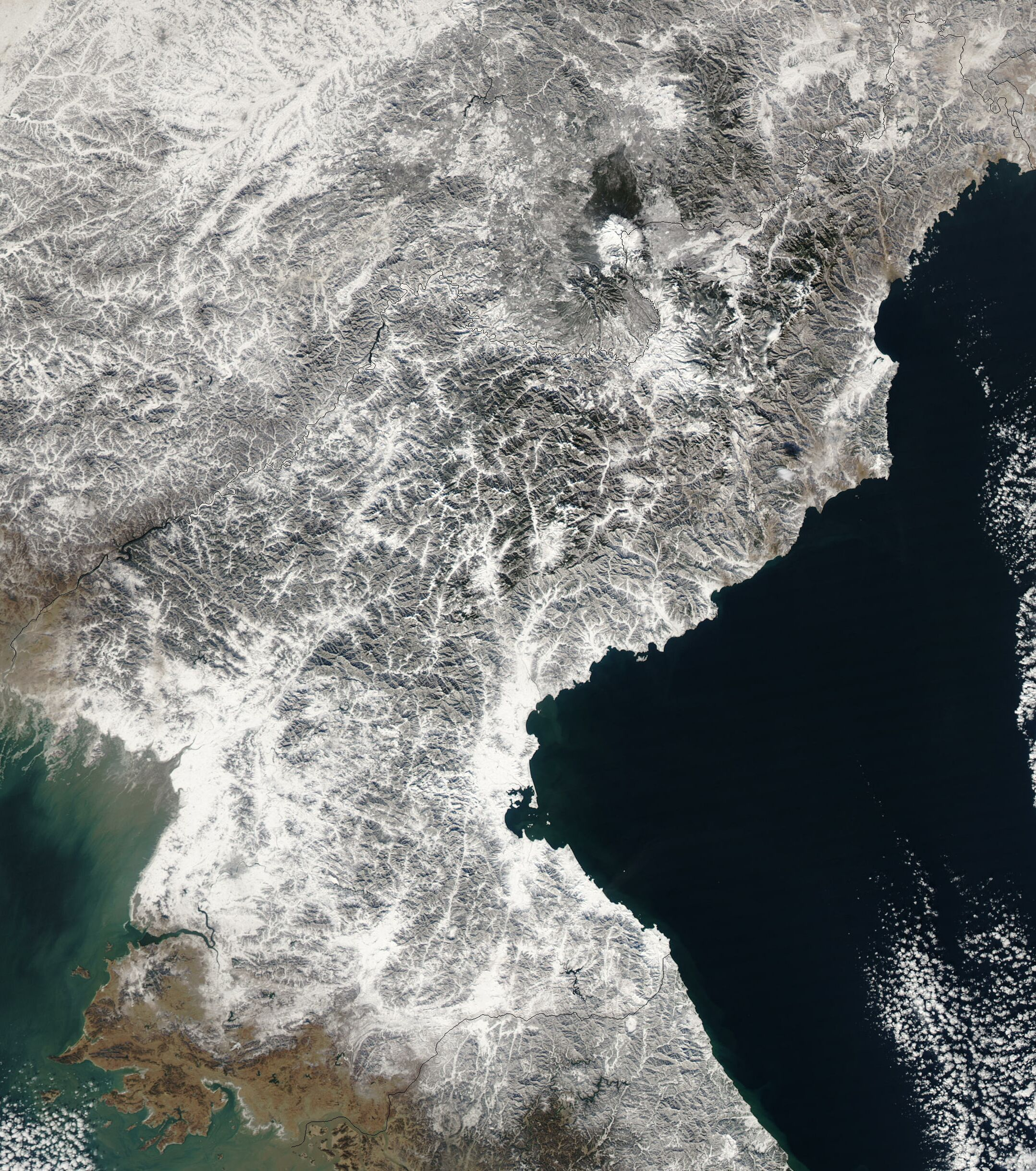
Image satellite de la Corée du Nord en décembre 2002. Capturé par la NASA avec le satellite Aqua.

L’imagerie satellite en Corée du Nord est un outil de construction de connaissance dans le champ des études sur la Corée du Nord. Il permet aux chercheurs de produire des analyses basées sur les données dans les domaines agricole, humanitaire, économique ou encore militaire, dans un pays où l'accès au terrain est limité.

## Contexte
La récolte de données sur la Corée du Nord est très difficile. En général, les États produisent des données fiables, mais en Corée du Nord les données produites sont souvent inexistantes ou de piètre qualité. Lorsque l'État nord-coréen les produit, leur exhaustivité et leur pertinence est souvent remise en cause.
L'accès au pays est limité et l'imagerie satellite est parfois la seule façon d'avoir un aperçu des lieux politiques ou militaires d'importance.

## Historique

### Début en 1999 et émergence depuis 2012
Les imageries satellites de haute résolution (1 mètre et moins) se démocratisent depuis 1999, mais leur usage pour les études sur la Corée du Nord n'émergent qu'à partir des années 2012. En 2004, les chercheurs et les ONG disposent des capacités d'imagerie et de calcul comparables à celle qu'avait le gouvernement des États-Unis 20-30 ans auparavant, dans les années 1970,. Avant 2012, les imageries se concentraient très largement sur les sites nucléaires en Corée du Nord, notamment Yongbyon et Punggue-ri.
Les images satellites d'une résolution de moins d'un mètre permettent de reconnaitre de nombreux objets comme les bâtiments, les forêts, les vergers, les champs, les barrières, les rivières, les chemins de fer et les routes.
Les images satellites, parallèlement à l'amélioration des résolutions, rendent accessibles des analyses spectrales, au-delà du spectre de la lumière visible. Des RSO permettent d'avoir un rendu 3D de la terre même par temps pluvieux ou la nuit.

### Obstacle à l'acquisition d'images satellites
Le développement des analyses s'appuyant sur les images satellites a été freiné par plusieurs facteurs : le coût d'acquisition de ses images, le choix des compagnies d'imagerie satellitaire de ne pas mettre dans leurs catalogues public des images sur le pays pour des considérations politiques ou techniques ou par simple choix de gestion.

### Accélération de l'acquisition d'image satellite
L'usage des imageries satellite a été favorisé par l'amélioration technologique, l'agrandissement de l'industrie de l'imagerie satellite et l'intérêt du public sur la Corée du Nord, incitant les compagnies d'imagerie satellitaire à faire des captures plus fréquentes et à mettre en avant ce produit sur leurs catalogues.

## Difficultés d'analyse et risques de désinformation

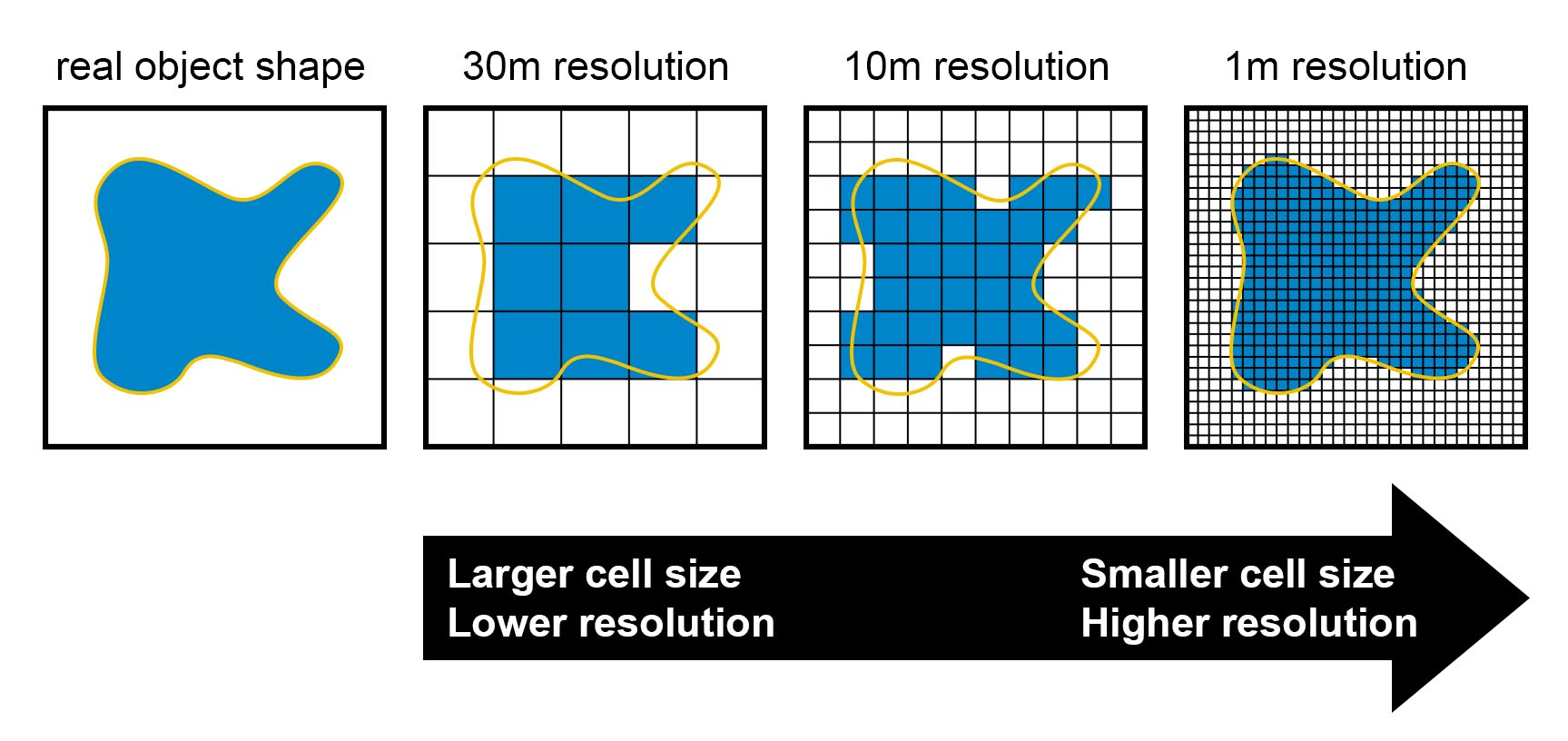
Schéma de différentes résolutions d'imagerie satellite.

Malgré le nom d'« image haute résolution » l'analyse des images satellites est entravé par la qualité des images disponibles, laissant plus ou moins de place à l'interprétation ainsi que par la fréquence de captation des images. L'analyse est dépendante des connaissances culturelles, techniques et de l'expérience des analystes sur le contexte spécifique du pays,. Cela est exacerbé pour l'observation du programme nucléaire nord-coréen. Pour produire des informations robustes, l'imagerie satellite doit être croisée avec d'autres sources de données permettant de comprendre les dynamiques de long terme. 
La compétition croissante dans le champ de recherche des études sur la Corée du Nord et la pression qui en découle sur les chercheurs, pour sortir le premier un papier scientifique, est source de précipitation dans l'analyse. L'analyse se construit avec moins d'informations. L'extrapolation à outrance à partir d'image satellite peux mener à des grandes erreurs d'analyse.
Dans un contexte de cycle médiatique court et rapide, des analyses brèves ou incomplètes s'appuyant sur l'imagerie satellite peuvent mener à la diffusion de mauvaises informations, même de manière involontaire,.
Le nombre d'expert dans l'analyse d'imagerie satellite en Corée du Nord est restreint, mais les algorithmes de reconnaissance permettent de limiter en partie ce problème.

### Adaptation de la Corée du Nord
La Corée du Nord s'adapte face à la haute surveillance de son territoire par les images satellites, l'examen de toute image satellite doit donc prendre en compte la possibilité de dissimulation, de camouflage, voir de tromperie des nord-coréens.

## Usage

### Économique

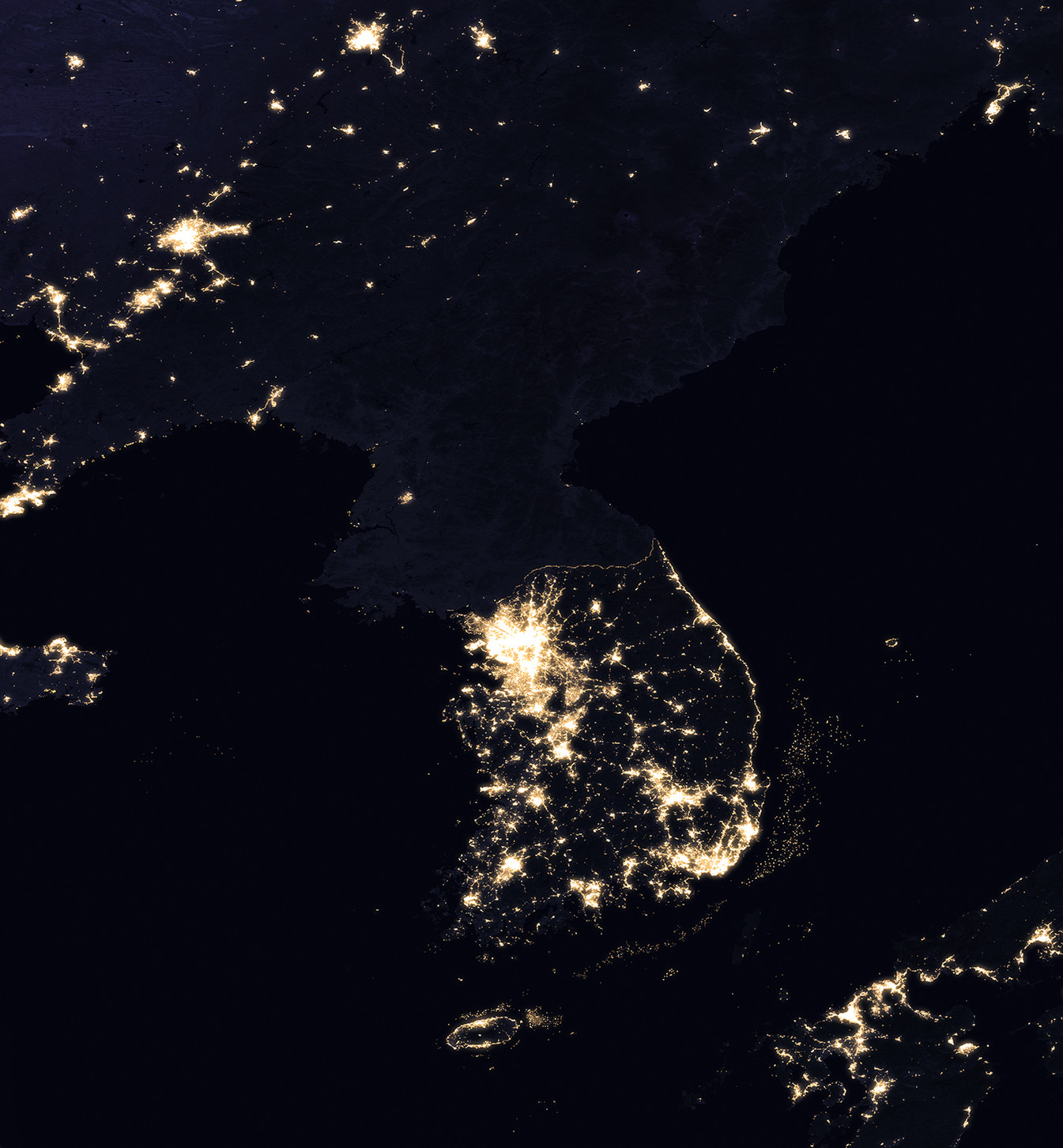
Image satellite de la péninsule coréenne de nuit, capturé par la NASA.

L'analyse de l'imagerie satellite permet de créer des connaissances en s'appuyant sur des données nouvelles pour mieux comprendre les activités en Corée du nord dans des domaines où l'acquisition de données est difficile, comme pour le développement des infrastructures, les projets de construction, les activités de contrebande, etc.
Les imageries via Google Earth sur le pays ont permis au chercheur Benjamin Katzeff de faire une analyse des marchés en Corée du Nord par leur emplacement, leur taille et leur répartition géographique, puis de faire des approximations sur des agrégats économiques, comme  les taxes rapportées.
L'imagerie est utilisée pour observer les modèles et les tendances de développement à l'échelle régionale et nationale ou pour observer les activités violant les sanctions contre la Corée du Nord comme les activités de pêche.

### Agriculture
L'imagerie satellite permet de surveiller la production agricole et alimentaire. L'évolution des conditions météorologiques (inondations, sècheresses...) est suivie sur les zones agricoles, permettant d'estimer les possibilités de récolte. L'examen de zones touchées par les typhons a permis une analyse de l'impact sur les récoltes, permettant d'évaluer les besoins alimentaires et l'aide humanitaire à y apporter.

### Humanitaire
Certaines ONG utilisent les images satellitaires pour étudier la progression de leur projet puisqu'elles ne sont pas toujours sur le terrain[réf. nécessaire].

### Militaire

#### Nucléaire et armes de destruction massive
L'analyse de l'imagerie satellite permet de comprendre le développement de l'arsenal nucléaire nord-coréen en observant les infrastructures et l'activité des sites nucléaires. C'est parfois le seul moyen d'observer le programme nucléaire de la Corée du Nord car les experts internationaux et Américains sont rarement admis sur les sites nucléaires du pays.

### Droits humains
L'imagerie satellite est très utile pour le domaine des droits humains dans le pays. Le U.S. Committee for Human Rights in North Korea a publié des rapports s'appuyant sur l'imagerie satellite et des témoignages de transfuges pour analyser l'infrastructure et l'activité des camps de prisonniers, notamment pour comprendre les rénovations, les extensions ou la fermeture de ces sites.

## Producteur d'imagerie satellite
Il existe différents types de fournisseurs d'imagerie. Ils sont militaires, gouvernementaux ou commerciaux.
Militaire
- Gouvernement des États-Unis, par la National Reconnaissance Office (document classifiés)

Gouvernemental
- Landsat (par l'USGS)
- Union européenne, avec des programmes pour la recherche (Copernicus...)

Commercial
- Maxar Technologies, anciennement connue comme « Digital Globe » (0.3 m)
- Airbus DS Geo (0.5 m)
- ESRI
- Planet Labs (imagerie capturée à fréquence journalière, 3m)